# Sophie Astrabie
Sophie Astrabie est une romancière française née le 14 avril 1988 à Albi.

## Biographie
Sophie Astrabie est née à Albi dans le Tarn. Pratiquant le basket à un haut niveau, elle fait des études de commerce à Toulouse puis à Rouen, à la Neoma Business School. En 2013, elle commence son premier emploi en marketing, duquel elle démissionne rapidement pour écrire un livre. Mais le manuscrit restera deux ans dans un tiroir, jusqu'au jour où, licenciée de l'entreprise dans laquelle elle travaille, Sophie Astrabie se décidera à le mettre en auto-édition sur la plateforme Amazon. Quelques semaines plus tard, Le Pacte d'Avril s'y classe parmi les meilleures ventes,.

### Écriture
Sophie Astrabie publie son premier roman en auto édition sur Amazon avant d'être repérée par une maison d'édition. En 2018, Le pacte d'Avril est publié chez Albin Michel, et sort en 2019 aux éditions Livre de Poche. En 2020, elle rejoint les éditions Flammarion avec son deuxième roman La somme de nos vies qui sera publié aux éditions J'ai Lu en 2021. Son troisième roman, Les bruits du souvenir est également édité chez Flammarion en février 2022. Son quatrième roman, Billie Pretty a disparu est également publié chez Flammarion en mai 2023.
En 2020, elle participe à l'écriture d'une nouvelle avec d'autres auteurs, pour le recueil Graines de Héros pour une opération de l'Unicef en partenariat avec Le Livre de poche.
En 2023, son premier album jeunesse À la fenêtre, illustré par Aurélie Guillerey, est publié aux Éditions Glénat. Il reçoit en 2024, le Prix Le Point du Livre jeunesse dans la catégorie « album pour enfant » de 3 à 6 ans, sous la présidence de Susie Morgenstern. 

### Vie privée
Sophie Astrabie est mère de trois enfants : Romie, Brune, Suzanne.

## Publications

### Romans
- Le pacte d'Avril, Albin Michel, 2018 ; Le Livre de Poche, 2019
- La somme de nos vies, Flammarion, 2020 ;  J'ai Lu, 2021
- Les bruits du souvenir, Flammarion, 2022 ; J'ai lu, 2023
- Billie Pretty a disparu, Flammarion, 2023 ; J'ai lu, 2024
- La chance de sa vie, Flammarion, 2024

### Albums jeunesse
- À la fenêtre, illustré par Aurélie Guillerey, Éditions Glénat, 2023
- La laverie de Mamie Suzette, illustré par Maurèen Poignonec, Père Castor, 2023

### Divers
- Je suis, TOME 1, 20 portraits de femmes fascinantes, Curiosity Club, 2021

- Je suis, TOME 2, 20 portraits de femmes fascinantes, Curiosity Club, 2022

- Carnet d'une écrivaine, 2022

- Journal de bord d'un joyeux bordel, Eyrolles, 2023